# Capitulação em conclave

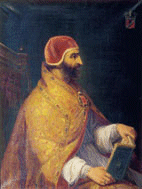
Papa Inocêncio VI, o primeiro papa a concordar com uma capitulação, e o primeiro a ignorá-la

Uma capitulação em conclave é uma capitulação feita pelo Colégio dos Cardeais durante um conclave, que visa compelir as acções do Papa eleito nesse conclave. Geralmente, todos os cardeais juram mantê-la no caso de serem eleitos como papa, e a capitulação tem de estar definida e terminada antes do primeiro escrutínio (votação). As capitulações eram parte integrante das estratégias do Colégio Cardinalício para limitar a primazia papal e "fazer a Igreja uma oligarquia e não uma monarquia."

## História
O Colégio dos Cardeais fez tentativas informais de influenciar as acções dos papas antes de redigir capitulações formais. A primeira capitulação foi redigida no conclave de 1352, onde foi eleito o Papa Inocêncio VI, e a maior parte dos conclaves nos 300 anos seguintes teria documentos similares.
Em 1353, Inocêncio VI declarou a primeira capitulação inválida pela sua Constituição Apostólica, Sollicitudo, referindo uma Constituição do Papa Gregório X, Contingit, proibindo os conclaves de lidar com questões que fosse além da eleição do Papa. Esta tendência iria continuar nas futuras capitulações, que foram geralmente ignoradas. Por este motivo, o historiador papal Frederic Baumgartner chama às capitulações "um exercício de futilidade." Outro historiador papal, Van Dyke, conclui que pela eleição do Papa Sisto IV (1471), "todos os Papas durante quarenta anos assinaram e rapidamente quebraram" a "Capitulação do Conclave." Jugie considera o "recurso regular da capitulação" ser "sobretudo, uma admissão de fraqueza."
Embora não seja a última capitulação, a do conclave de 1513 (no qual foi eleito o Papa Leão X) foi um ponto de viragem para a questão da supremacia papal e para as tentativas de controlar o conclave por tratados formais; nunca mais o Colégio tentou limitar a dimensão do Colégio dos Cardeais por capitulações; embora os cardeais de forma individual tenham continuado poderosos, o Colégio como um todo nunca voltou a ter o poder de "senado" da Igreja.
Em 1676, o papa-eleito Inocêncio XI fez o Colégio jurar a capitulação redigida no conclave anterior antes de aceitar a sua eleição.
A Constituição Universi Dominici Gregis do Papa João Paulo II (de 1996) baniu a prática defunta das capitulações em conclave bem como o veto papal, outra prática em conclave que já estava de facto eliminada.

"Proíbo aos Cardeais, antes da eleição, entrarem em quaisquer cláusulas, comprometendo-se de comum acordo com um determinado curso de acção, deva um deles ser elevado ao Pontificado. Essas promessas também, seja sob que circunstância terem sido feitas, mesmo sob juramento, são declaradas nulas e sem efeito."

## Lista de capitulações em conclave
| Ano(s) do conclave      | Papa eleito    | Termos | Notas |
| ----------------------- | -------------- | --- | --- |
| 1352                    | Inocêncio VI   | Colégio de Cardeais limitado a 20; nenhum novo cardeal até apenas 16 restarem Dois terços do Colégio são precisos para aprovar a criação, excomunhão, privação de sufrágio, ou redução da propriedade ou rendimento de cardeais, ou petição de subsídios a soberanos ou cleros nacionais Colégio garantiu poder de veto às decisões e políticas papais Todo o rendimento papal partilhado com o Colégio | Primeira capitulação papal Declarada inválida por Inocêncio VI em 1353 |
| 1431                    | Eugénio IV     | Metade do rendimento papal partilhado com o Colégio Cardinalício Nenhuma questão maior seria decidida sem o consentimento do Colégio | Eugénio IV emitiu uma bula para colocar a capitulação em prática, mas mais tarde retirou-a Tentou desfazer as reformas do Papa Martinho V, que tinha retirado ao Colégio o controlo dos rendimentos da Igreja |
| 1458                    | Pio II         | Rendimento dos cardeais mais pobres; e cruzada contra os turcos otomanos | |
| 1464                    | Paulo II       | Continuação da cruzada contra os turcos Deixar Roma só com o consentimento da maioria dos cardeais; Itália com o consentimento de todos Colégio dos Cardeais limitados a 24 Novo papa limitado a um cardeal-sobrinho Criação de cardeais ou avanço de benefícios só com o consentimento do Colégio | Similar às de 1431 e 1454 A maior parte dos três dias de conclave foi gasto a redigir a capitulação Cardeal Trevisan não a subscreveu Paulo II criou três cardeais-sobrinhos                                  |
| 1471                    | Sisto IV       | Continua a cruzada contra os turcos | Menos limitações ao poder papal Cardeal Basilios Bessarion saiu dos favores da eleição ao rejeitar a capitulação                                                                                              |
| 1484                    | Inocêncio VIII | Os cardeais protegeram os governantes seculares de retaliações relacionadas com o conclave Novo papa limitado a um cardeal-sobrinho Colégio dos Cardeais limitados a 24 | |
| 1492                    | Alexandre VI   | Limite à criação de novos cardeais | Sem mais termos conhecidos |
| Agosto-Setembro de 1503 | Pio III        | Estipêndio papal de 2400 ducados por ano para os cardeais com rendimento anual menor que 6,00 ducados Conselho Geral em dois anos, e a cada cinco anos após isso | Colégio Cardinalício não limitado a 24 membros |
| Outubro de 1503         | Júlio II       | Nenhum | Mais curto conclave de sempre |
| 1513                    | Leão X         | Colégio dos Cardeais limitado a 24 Continua a cruzada contra os turcos sem taxar os cardeais Reforma da Cúria Romana | |
| 1523                    | Adriano VI     | Desconhecidos | Chamado "exercício de futilidade como sempre" por Baumgartner |
| 1549-1550               | Júlio III      | Similar ao de 1523 | Ippolito II d'Este atrasou negociações de capitulação por três dias para tentar comprar tempo para que mais cardeais franceses chegassem ao conclave Elaborado por seis cardeais eleitos pelo Colégio         |
| 1559                    | Pio IV         | Papa proibido de ameaçar com guerra um príncipe católico (como o Papa Paulo IV tinha feito com Espanha) Concílio de Latrão reveria | |
| 1585                    | Sisto V        | Continua a guerra de cruzada contra os turcos, faz a paz com os monarcas católicos, completa a construção da Basílica de São Pedro (que já levava sete décadas) | Curta menção de privilégios ou sobre a dimensão do Colégio Cardinalício |
| Setembro de 1590        | Urbano VII     | Nenhuma conhecida | |
| 1669-1670               | Clemente X     | Reforma do clero, independência de poderes seculares, restauração do papel conselheiro dos cardeais | |
| 1676                    | Inocêncio XI   | Como o de 1670 | Único por o papa-eleito ter feito os cardeais jurar a capitulação antes de aceitar o papado |